# إيفان لو بولوك
إيفان لو بولوك ولد يوم 20 ديسمبر 1961 في بريست ( فينيستير )، هو ممثل ومقدم تلفزيوني وموسيقي فرنسي .